# Club Comercio de Buin
El Club Deportivo y Social Comercio de Buin es una institución chilena de la comuna y ciudad de Buin, Región Metropolitana de Santiago. Fue fundado el 1 de mayo de 1936. Su principal actividad es el fútbol, donde se encuentra afiliado a la Asociación de Fútbol Buin.
Por su carácter social y deportivo, el club también organiza proyectos sociales y deportivos en la Municipalidad de Buin, esto le ha valido para ser catalogado como una organización de interés público de la Región Metropolitana de Santiago, según el Ministerio Secretaría General de Gobierno de Chile (MSGG - SEGEGOB), quien ofrece fondos de fortalecimientos para la ejecución de proyectos de interés social. La Municipalidad de Buin también apoya a través de subvenciones los programas de interés público desarrollados y ejecutados por el club. El club también ha suscrito convenios institucionales con otros clubes deportivos que tienen por objetivo el desarrollo de escuelas de fútbol. En 2008, Comercio de Buin creó una alianza deportiva con la compañía Agrícola Frutos del Maipo para la creación de una escuela de fútbol.
Fue uno de los clubes fundadores del torneo Tercera División B de Chile y el primer club en representar a la ciudad de Buin en esta competición nacional, en la que permaneció durante 7 años consecutivos, desde 1983 hasta 1989; también disputó el Torneo de Apertura Cuarta División por 5 años, donde se proclamó campeón en 1985. Comercio de Buin figura como uno de los 50 mejores clubes de la Tercera División B.
En la década de 1990 mantuvo una rivalidad clásica con Lautaro de Buin, tanto así que «en determinado momento abanderizó al pueblo entre lautarinos y comerciantes». Además, esta rivalidad fue conocida en su época como «clásico de Buin». Comercio de Buin, junto a los demás clubes provenientes de la ciudad de Buin, han contribuido históricamente al desarrollo y la expansión del fútbol en esta localidad.
En el Club Comercio también destacó la sección femenina de baloncesto. un equipo que gozó de popularidad en la década de 1940, proclamándose campeón en el torneo local de baloncesto. En ese equipo jugaba Marta Ortíz Silva quien fue capitana de la Selección Femenina de Baloncesto de Chile que obtuvo el histórico subcampeonato en el Campeonato Mundial de 1953.
También hubo un equipo masculino de baloncesto conocido como Los Pitucos y que participó activamente en los torneos locales en la década de 1980, cuando en la ciudad hubo «gran actividad deportiva en torno al básquetbol». La sección deportiva de baloncesto permanece activa y compite en diversos torneos organizados en la Región Metropolitana de Santiago y en las provincias.
El club posee 160 socios y más de 300 deportistas que compiten activamente en las series y torneos que se disputan.

## Historia
Comercio de Buin, fundado el 1º de mayo de 1936, es un club social y deportivo chileno ubicado en Buin. Es uno de los clubes fundadores de la Tercera División B de Chile, torneo que inicialmente fue profesional y de cuarta categoría, donde permaneció activo durante 7 años consecutivos. Se le considera uno de los clubes históricos de la ciudad de Buin. Uno de sus mayores logros fue ser campeón de la Copa Apertura Cuarta división en 1985.
Disputó su primer partido en competición oficial frente al Club Chiprodal, el 27 de marzo de 1983. En ese año, Comercio de Buin terminó en la posición 30 de la tabla general, con 30 partidos disputados y 20 puntos. La última participación del club en este torneo fue en 1989, donde terminó en la última posición siendo uno de los equipos más goleados del torneo junto al Club Deportivo Estrella De Chile.
Por su carácter social, es una organización de interés público de la Región Metropolitana de Santiago que ha recibido fondos de fortalecimientos para la ejecución de proyectos de interés social por parte de entidades gubernamentales como el Ministerio Secretaría General de Gobierno de Chile. También ha recibido subvenciones de la propia municipalidad de Buin, emitidos mediante acuerdos y decretos.
El club todavía permanece activo en las secciones de fútbol y baloncesto, en este última compitiendo en torneos organizados en la Región Metropolitana de Santiago y en las provincias. Posee 160 socios activos y más de 300 deportistas que compiten activamente en la distintas series y campeonatos que se disputan.

## Estadio
El estadio Club Deportivo Comercio de Buin es el recinto deportivo donde juega sus partidos de local. Es una instalación deportiva ubicada en la calle Manuel Rodríguez en Buin.

## Uniforme
Oficial: Camiseta roja con franja horizontal blanca, Pantalón azul y medias blancas

## Estadísticas

### Competición nacional
| Año                                                       | PJ | PG | PE | PP | Puntaje |
| --------------------------------------------------------- | -- | -- | -- | -- | ------- |
| 1983                                                      | 30 | 5  | 10 | 15 | 20      |
| 1984                                                      | 30 | 10 | 6  | 6  | 26      |
| 1985                                                      | 28 | 10 | 5  | 13 | 25      |
| 1986                                                      | 18 | 5  | 5  | 8  | 15      |
| 1987                                                      | 20 | 3  | 10 | 4  | 16      |
| 1988                                                      | 20 | 2  | 5  | 12 | 9       |
| 1989                                                      | 34 | 6  | 9  | 18 | 21      |
| Total                                                     | 80 | 41 | 50 | 76 | 132     |
| * Nota: Estadísticas proporcionadas por Goles son amores. |    |    |    |    |         |

| Año | PJ | PG | PE | PP | Puntaje |
| --- | -- | -- | -- | -- | ------- |
| 1984 | 11 | 6  | 1  | 4  | 13      |
| 1985 | 12 | 8  | 3  | 1  | 19      |
| 1986 | 16 | 2  | 3  | 10 | 7       |
| 1987 | 12 | 5  | 1  | 3  | 11      |
| 1988 | 8  | 2  | 2  | 4  | 6       |
| Total | 59 | 23 | 10 | 22 | 56      |
| * Nota: Estadísticas proporcionadas la base de datos Goles son amores, * Nota: En 1985 se proclamó campeón de la Copa. |    |    |    |    |         |

## Palmarés

### Baloncesto

#### Competición regional
- Campeonato local femenino de baloncesto (1): 1940.[12]

### Fútbol

#### Competición local
- Campeonato local: 1949, 1951, 1959.[6]

#### Competición nacional
- Copa Apertura Cuarta División (1): 1985.[8]